# Juno Temple
Juno Temple (* 21. července 1989, Londýn) je anglická herečka. Účinkovala ve filmech Zápisky o skandálu (2006), Pokání (2007), Králova přízeň (2008), Rok jedna (2009), Tři mušketýři (2011), Lovelace (2013), Uvnitř mé hlavy (2013), Sin City: Ženská, pro kterou bych vraždil (2014), Black Mass: Špinavá hra (2015) a Zloba: Královna všeho zlého (2019). 
V roce 2013 získala cenu BAFTA za vycházející hvězdu. Mezi lety 2020–2023 ztvárnila roli modelky Keeley Jonesové v komediálním seriálu Ted Lasso, za svůj výkon získala uznání kritiků a obdržela tři nominace na cenu Emmy a tři nominace na Cenu Sdružení filmových a televizních herců. Za roli Dorothy Lyon v páté řadě kriminální minisérie Fargo (2023–2024) byla nominována na Zlatý glóbus a Critics' Choice Award.

## Život
Temple se narodila dne 21. července 1989 v londýnském obvodě Hammersmith jako dcera producentky Amandy Pirie a režiséra Juliena Temple. Má dva mladší bratry, Lea a Felixe. Její teta Nina Temple byla poslední generální tajemnicí Komunistické strany Velké Británie. Vyrostla v Tauntonu v Somersetu, kde navštěvovala Enmore Primary School, Bedales School a King's College.

## Filmografie

### Film
| Rok  | Název                                              | Role                | Poznámky            |
| ---- | -------------------------------------------------- | ------------------- | ------------------- |
| 2000 | Pandaemonium                                       | Emma Southey        |                     |
| 2006 | Zápisky o skandálu                                 | Polly Hart          |                     |
| 2007 | Pokání                                             | Lola Quincey        |                     |
| 2007 | Holky z naší školky                                | Celia               |                     |
| 2008 | Králova přízeň                                     | Jane Parker         |                     |
| 2008 | Divoška                                            | Drippy              |                     |
| 2009 | Rok jedna                                          | Eema                |                     |
| 2009 | Trhliny                                            | Di Radfield         |                     |
| 2009 | Pan Nikdo                                          | patnáctiletá Anna   |                     |
| 2009 | Zlomový rok 39                                     | Celia               |                     |
| 2009 | Kolej Sv. Trajána 2: Legenda o zlatu rodu Frittonů | Celia               |                     |
| 2010 | Greenberg                                          | Muriel              |                     |
| 2010 | Swerve                                             | Missy               | krátkometrážní film |
| 2010 | Bastard                                            | dívka               | krátkometrážní film |
| 2010 | Kaboom                                             | London              |                     |
| 2010 | Dirty Girl                                         | Danielle Edmondston |                     |
| 2011 | Henry                                              | dívka na hlídání    | krátkometrážní film |
| 2011 | Ptáčata                                            | Lily Hobart         |                     |
| 2011 | Tři mušketýři                                      | Anna Rakouská       |                     |
| 2012 | Temný rytíř povstal                                | Jen                 |                     |
| 2012 | Mosazná konvice                                    | Alice               |                     |
| 2012 | Zabiják Joe                                        | Dottie Smith        |                     |
| 2012 | Small Apartments                                   | Simone              |                     |
| 2012 | Jack and Diane                                     | Diane / Karen       |                     |
| 2013 | Tajné hrátky                                       | McKenna             |                     |
| 2013 | Uvnitř mé hlavy                                    | Alicia              |                     |
| 2013 | Lovelace                                           | Patsy               |                     |
| 2013 | Rohy                                               | Merrin Williams     |                     |
| 2014 | Truck Stop                                         | Vicki               |                     |
| 2014 | Zloba – Královna černé magie                       | Thistletwit         |                     |
| 2014 | Sin City: Ženská, pro kterou bych vraždil          | Sally               |                     |
| 2015 | Meadowland                                         | Mackenzie           |                     |
| 2015 | Maják                                              | Vicki               |                     |
| 2015 | Len a spol.                                        | Zoe                 |                     |
| 2015 | Daleko od hlučícího davu                           | Fanny Robin         |                     |
| 2015 | Black Mass: Špinavá hra                            | Deborah Hussey      |                     |
| 2016 | Away                                               | Ria                 |                     |
| 2017 | The Most Hated Woman in America                    | Robin Murray O'Hair |                     |
| 2017 | Léto                                               | Iris                |                     |
| 2017 | Kolo zázraků                                       | Carolina            |                     |
| 2018 | Přetvářka                                          | Victoria            |                     |
| 2018 | Nepříčetná                                         | Violet              |                     |
| 2018 | Toscin                                             | Coral               | krátkometrážní film |
| 2019 | Lost Transmissions                                 | Hannah              |                     |
| 2019 | Zloba: Královna všeho zlého                        | Thistlewit          |                     |
| 2021 | Palmer                                             | Shelly              |                     |
| 2024 | Venom: Poslední tanec                              | Teddy Payne         |                     |

### Televize
| Rok       | Název                              | Role                             | Poznámky                          |
| --------- | ---------------------------------- | -------------------------------- | --------------------------------- |
| 2014–2016 | Drunk History                      | Sybil Ludington / Marilyn Monroe | díly: „New York City“ a „Legends“ |
| 2016      | Vinyl                              | Jamie Vine                       | hlavní role; 10 dílů              |
| 2017      | Philip K. Dick's Electric Dreams   | Emily                            | díl: „Autofac“                    |
| 2018–2019 | Špinavej John                      | Veronica Newell                  | hlavní role; 7 dílů               |
| 2020      | Little Birds                       | Lucy Savage                      | hlavní role; 6 dílů               |
| 2020–2023 | Ted Lasso                          | Keeley Jonesová                  | hlavní role; 34 dílů              |
| 2021      | Pan Corman                         | Megan                            | 2 díly                            |
| 2021–2022 | Wolfboy and the Everything Factory | Nyx (hlas)                       | 7 dílů                            |
| 2022      | Nabídka                            | Bettye McCartt                   | minisérie; 10 dílů                |
| 2023–2024 | Fargo                              | Dorothy „Dot“ Lyon               | hlavní role (5. řada)             |